# Син-мубаллит
Син-мубаллит — царь Вавилона, правил приблизительно в 1813 — 1793 годах до н. э., из I Вавилонской (аморейской) династии.

## Биография
Сын царя Апиль-Сина. Также как и его отец носил не аморейское, а аккадское имя (два случая исключения из всей I Вавилонской (аморейской) династии).
Син-мубаллит первым из вавилонских царей начал предпринимать походы на юг. Вавилоняне заключили союз с Уруком, Исином, Рапикумом и некими сутийскими племенами против Ларсы. Но царь Ларсы Рим-Син в 1810 году до н. э. разгромил эту коалицию. На 11-м году правления (ок. 1803 г. до н. э.) южная граница была немного отодвинута от Дильбата; датировочная формула Син-мубаллита говорит о постройке стены Марада.
Но против Рим-Сина, царя Ларсы Син-мубаллит был ещё слаб, и не оказал помощи правителю Урука Анаму, хотя в своём письме к Син-мубаллиту тот просил о ней, указывая на то, что цари Урука и Вавилона одной крови, но это не тронуло вавилонского царя и около 1803/02 гг. до н. э. Рим-Син захватил Урук. На 14-м году (ок. 1799 г. до н. э.) между Ларсой и Вавилоном всё же произошёл какой-то временный инцидент. Датировочная формула Син-мубаллита говорит о победе над войском Ура, то есть города принадлежащего державе Рим-Сина. В дальнейшем Син-мубаллит подчинился Рим-Сину и вместе с последним вёл войну с царем Исина Дамик-Илишу. На 16-м году (ок. 1797 г. до н. э.) Син-мубаллиту даже удалось на некоторое время подчинить город Исин.
Правил Син-мубаллит 20 лет.

## Список датировочных формул Син-мубаллита
|                             | |
| 1 год 1813 / 1812 до н. э.  | a Год, когда Син-мубаллит вошёл в дом своего отца (то есть занял его место — стал царём)BM 82461 mu den.zu-mu-ba-li2-ity a-na e2 a-bi-szu i-ru-bu b Год, когда царь Син-мубаллит построил городские стены Syarbat RlA 2 166, 83 mu den.zu-mu-ba-li2-ity lugal-e bad3 syar-ba-tumki mu-du3 |
| 2 год 1812 / 1811 до н. э.  | Год, когда [Син-мубаллит] вырыл канал [названный] Син-мубаллит RlA 2 166, 84 mu id2-den.zu-mu-ba-li2-ity mu-un-ba-al |
| 3 год 1811 / 1810 до н. э.  | Год, когда [Син-мубаллит] сделал для Шамаша (шум. Уту) и Шенирды знаки из красного золота и чистого камня RlA 2 166, 85 mu szu-nir ku3-sig17 husz na4 sikil-ta dutu dsze3.szer7-da-ra mu-na-dim2-ma |
| 4 год 1810 / 1809 до н. э.  | a Год, после года, когда [Син-мубаллит] сделал для Шамаша (шум. Уту) и Шенирды знаки из красного золота и чистого камня RlA 2 166, 86 mu us2-sa szu-nir ku-sig17 husz na4 sikil-ta dutu dsze3-ri5-da-ra / dsze3.szer7-da-ra mu-na-dim2-ma b Год, когда [Син-мубаллит] сделал трон Шидада IM 85922+85934; RlA 2 166, 87 mu bara2 dszi-da-da mu-na-dim2-ma или mu bara2 dszi-da-da mu-un-na-dim2-ma |
| 5 год 1809 / 1808 до н. э.  | Год, после года, когда [Син-мубаллит] сделал трон Шидада IM 85922+85934; RlA 2 166, 88 mu us2-sa bara2 dszi-da-da mu-na-dim2-ma или mu us2-sa bara2 dszi-da-da mu-un-na-dim2-ma |
| 6 год 1808 / 1807 до н. э.  | Год, когда Син-мубаллит построил Дур-димат-Дада RlA 2 166, 89 mu bad3-an-za-gar3ki-dda-da den.zu-mu-ba-li2-ity ba-du3 |
| 7 год 1807 / 1806 до н. э.  | Год, когда [Син-мубаллит] вырыл канал Аа-хегаль (букв. «Изобилие Аа») RlA 2 166, 90; CT 8 42b mu id2-da-a-he2-gal2 mu-un-ba-al |
| 8 год 1806 / 1805 до н. э.  | a Год, после года, когда [Син-мубаллит] вырыл канал [названный] Аа-хегаль RlA 2 166, 91 mu us2-sa id2-da-a-he2-gal2 mu-un-ba-al b Год, после года, когда [Син-мубаллит вырыл] канал [названный Аа-]хегаль CT 8 39a mu gibil id2-gal2-he2! |
| 9 год 1805 / 1804 до н. э.  | Год, когда Дур-Син-мубаллит («Крепость Син-мубаллита») была построена RlA 2 166, 92 mu bad3-den.zu-mu-ba-li2-ity ba-du3 |
| 10 год 1804 / 1803 до н. э. | Год, когда Син-мубаллит построил городскую стену Каркара RlA 2 166, 92 mu bad3 imki den.zu-mu-ba-li2-ity mu-un-du3-a |
| 11 год 1803 / 1802 до н. э. | Год, когда царь Син-мубаллит построил городскую стену Марада RlA 2 166, 94 mu den.zu-mu-ba-li2-ity lugal-e bad3 mar2-daki mu-un-du3-a |
| 12 год 1802 / 1801 до н. э. | Год, когда [Син-мубаллит] вырыл канал Туту-хегаль (букв. «Изобилие Туту») mu id2-dtu-tu-he2-gal2 mu-un-ba-al |
| 13 год 1801 / 1800 до н. э. | Год, когда войска Ларсы были поражены оружием RlA 2 166, 96 mu eren2 ugnim larsaki gisztukul ba-sig3 |
| 14 год 1800 / 1799 до н. э. | Год, когда Син-мубаллит построил городскую стену Эреша RlA 2 166, 97 mu bad3 eresz2ki d30-mu-ba-li2-ity ba-du3 |
| 15 год 1799 / 1798 до н. э. | Год, когда [Син-мубаллит сделал] возвышении великолепный трон Лугаль-гудуа RlA 2 166, 98; BM 78441 mu giszgu-za bara2 mah dlugal-gu2-du8-aki |
| 16 год 1798 / 1797 до н. э. | Год, когда город Исин был захвачен RlA 2 166, 99 mu uruki i3-si-in-naki ba-an-dab5 |
| 17 год 1797 / 1796 до н. э. | Год, когда городская стены База (Абу-Jawan под контролем Ibal-пи-Эль-II) была построена RlA 2 166, 100 mu bad3 uru ba-syumki ba-du3 |
| 18 год 1796 / 1795 до н. э. | Год, когда большие величественные помосты для Шамаша и Адада были созданы RlA 2 166, 101 mu bara2 gal-gal-la dutu diszkur e-ne-bi-ta ku3-ga i-ni-ib2-gar-re-esz |
| 19 год 1795 / 1794 до н. э. | a Год, после года, когда помосты для Шамаша и Адада BIN 2 87: 16 mu us2-sa bara2 dutu diszkur b Год, когда царь Син-мубаллит городскую стену Sziramah / Isziramah YOS 13 96 + BM 85922, 85934 mu den.zu-mu-ba-li2-ity lugal-e bad3 szi-ra-mahki |
| a                           | Год, когда людей во всем … BM 79496 mu un bal-la-ri ma … |